# فيرا كاسباري
فيرا كاسباري (بالإنجليزية: Vera Caspary)‏ (13 نوفمبر 1899، شيكاغو في الولايات المتحدة - 13 يونيو 1987، نيويورك في الولايات المتحدة)؛ مؤلِّفة، كاتِبة مسرحية، كاتبة سيناريو وروائية أمريكية.

## روابط خارجية
- فيرا كاسباري على موقع IMDb (الإنجليزية)
- فيرا كاسباري على موقع قاعدة بيانات برودواي على الإنترنت (الإنجليزية)
- فيرا كاسباري على موقع قاعدة بيانات الفيلم (الإنجليزية)